# ドイツ国営鉄道
ドイツ国営鉄道（ドイツこくえいてつどう、ドイツ語: Deutsche Reichsbahn, ドイチェ・ライヒスバーン、略称DR）は、1919年に成立し、第二次世界大戦終戦までのドイツ国における国営鉄道である。この項ではドイツ帝国鉄道の名称を使用する。
第二次世界大戦後の1949年に、ドイツがドイツ連邦共和国（西ドイツ）とドイツ民主共和国（東ドイツ）に分裂したことによって、西ドイツでドイツ連邦鉄道（DB）、東ドイツでドイツ国営鉄道（旧称を保持）に分割して継承されるまで存在した。

## 沿革
1871年、普仏戦争によって手に入れたアルザス圏の鉄道をドイツ帝国が直轄の鉄道としたことをドイツ帝国鉄道の始まりとする。しかし、この路線は第一次世界大戦後、再びフランスに帰属することになる。
ビスマルクも各地域に分散する鉄道路線を帝国鉄道としての統括を試みたが実現せず、正式に帝国鉄道法が発効されたのは帝政崩壊後の1919年4月1日のことで、これを受けて、プロイセン・バイエルン・ザクセン等の各地域にあった鉄道がドイツ帝国鉄道として成立する。

### ドーズ案を受けての国有企業化
第一次世界大戦の講和条約であるヴェルサイユ条約で規定されたドイツの賠償方式を緩和するため、1924年のドーズ案により鉄道、ドイツ帝国銀行を連合国の管理下に置くことが提案された。このことを受け、新たに1924年8月30日にドイツ帝国鉄道法が制定されて社債の発行を可能にし、ドイツ鉄道は賠償金の代位弁済の役割を担うことになる。
順調に復興の兆しが見えてきた中で国有鉄道はその規模を拡大し、1935年には路線距離の総計を68,728 kmまで拡大した。また、1930年代には05形蒸気機関車やフリーゲンダー・ハンブルガー等、技術的水準が非常に高い車輌の建造にも成功した。

### 第二次世界大戦へ
1931年のローザンヌ会議でこの鉄道会社は賠償金の支払義務を免除され、1937年2月には新たに制定された法の下で再び国有のドイツ帝国鉄道となる。そして、ナチス・ドイツの近隣国への侵攻に併せて占領地の鉄道路線と事業体を吸収し、更にその規模を拡大した。また、ナチスの反ユダヤ主義に従い、ユダヤ人を強制収容所へ運ぶ役割を担い始めた。

### 戦後

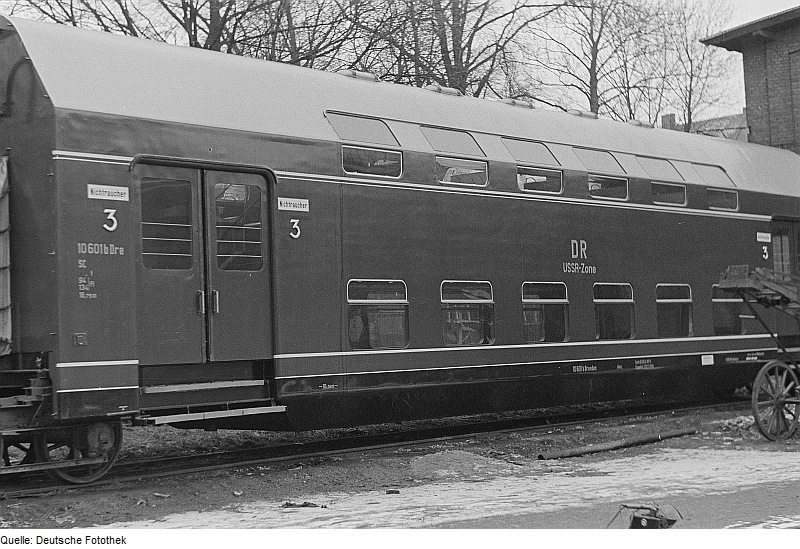
ソ連占領地域でのドイツ国営鉄道の車両。略称DRの下にUSSR-Zone（ソ連占領地域）と記されている。

終戦後、連合軍軍政下の英仏米占領地域は1947年に“連合経済地域における帝国鉄道”として統括され、1949年の9月7日、西ドイツの樹立に向けてドイツ連邦鉄道として発足する。
ソ連側の占領地域ではかつての名称を継承し、東ドイツの建国後も東西ドイツ統一後の1993年まで「Deutsche Reichsbahn」の名を広域鉄道事業体に冠した。